# Гесар-е Могаммадіє
Гесар-е Могаммадіє (перс. حصارمحمديه) — село в Ірані, у дегестані Кара-Кагріз, у бахші Кара-Кагріз, шагрестані Шазанд остану Марказі. За даними перепису 2006 року, його населення становило 1161 особу, що проживали у складі 336 сімей.